# آنری کوشه
آنری کوشه (فرانسوی: Henri Cochet‎؛ زاده ۱۴ دسامبر ۱۹۰۱ درگذشته ۱ آوریل ۱۹۸۷) یک تنیس‌باز اهل فرانسه بود.